# Francesc Macià
Francesc Macià i Llussà (Vilanova i la Geltrú, 21 de setembro de 1859 – Barcelona, 25 de dezembro de 1933) foi um militar, político independentista catalão e Presidente da Generalitat de Catalunya (Generalidade da Catalunha), conhecido popularmente como o Avô. Proclamou a República Catalã como estado integrado da Federação Ibérica. Políticamente, vai evoluir de um inicial regeneracionismo de Espanha à defesa da República Catalã.

## Percurso político

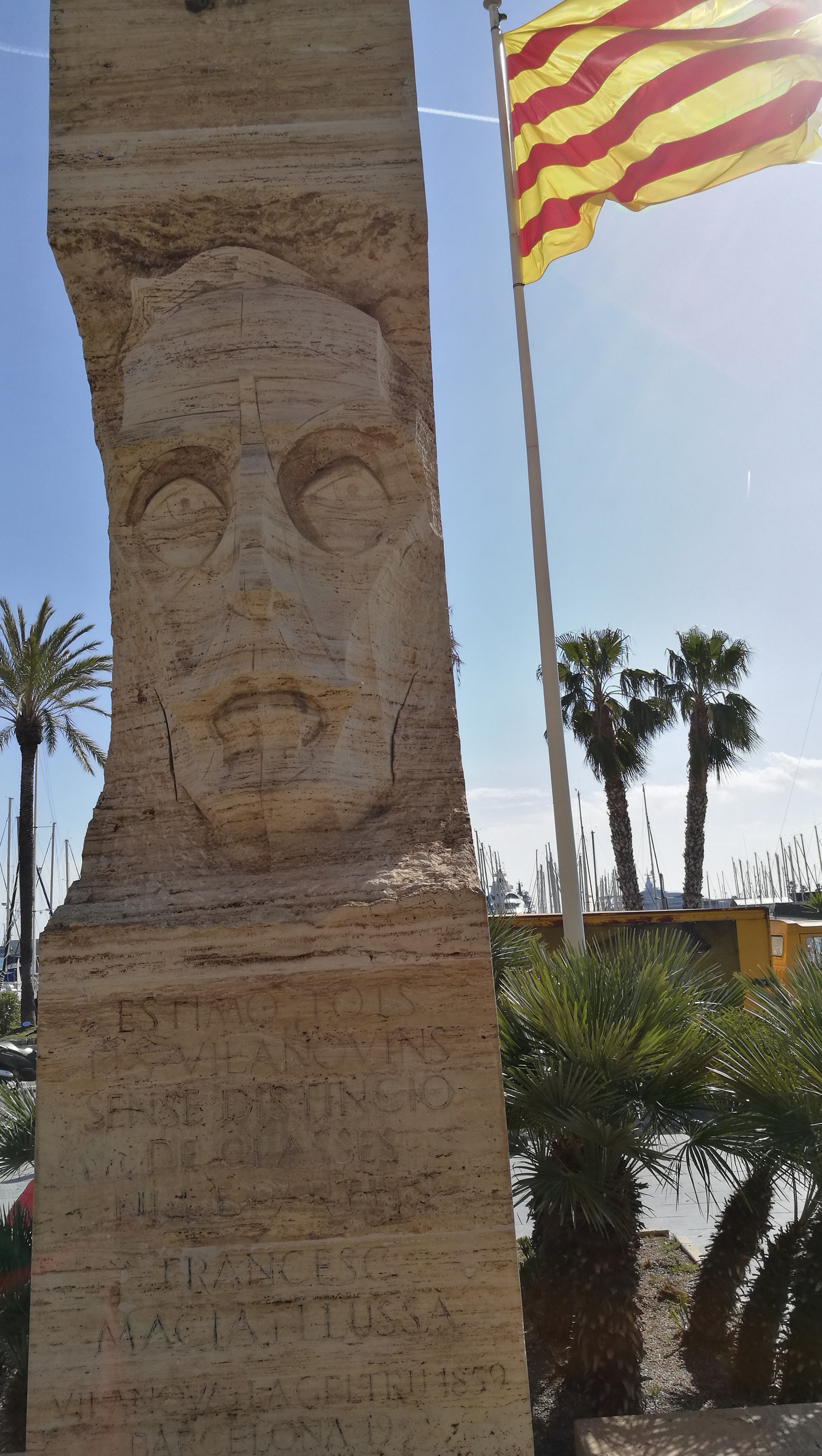
Monumento a Francesc Macià em Vilanova i la Geltrú

A 14 de abril de 1931, depois das eleições municipais espanholas de 1931 que deram a maioria ao seu partido, Esquerra Republicana de Catalunya, Macià apresentou-se na presidência da Deputação de Barcelona para "tomar posse". O presidente da Deputação, Joan Maluquer, respondeu-lhe "só lhe cederei o palácio pela força" e Macià, pondo-lhe a mão sobre as costas diz "considere-o um ato de força". Macià, desde a varanda do Palácio da Generalitat da Catalunha, proclamou a "República Catalã dentro de uma federação de Repúblicas ibéricas" em cumprimento do Pacto de San Sebastián (1930), apenas horas antes que Niceto Alcalá-Zamora proclamasse a república desde Madrid.
Esta declaração de Macià preocupou a governação provisória da república, que enviou em avião a Barcelona, no dia 17 de abril, os ministros Fernando de los Ríos, Marcelino Domingo, e Lluís Nicolau d'Olwer. Depois de tensas conversações, chegou-se ao acordo que o conselho formado em Barcelona atuasse como governo da Generalitat da Catalunha. A recuperação de um nome histórico no qual ninguém tinha pensado dantes, que permitiu resolver o conflito e abrir caminho a uma nova forma de autonomia catalã.
O governo provisório catalão tinha como uma das suas missões principais impulsionar a redação de um estatuto de autonomia, e foi designada para tal efeito uma conferência que, reunida em Núria, ultimou o seu anteprojeto no dia 20 de junho de 1931. O texto foi submetido a consulta aos municípios catalães, que se pronunciaram a favor, e do corpo eleitoral da Catalunha, com um resultado também avassalador. A definição de Catalunha como estado autónomo dentro a Segunda República Espanhola e a imagem desta como federação voluntária de povos adiantava-se ao processo constituinte espanhol, que teria de ser a tarefa do parlamento que surgiria das eleições gerais a celebrar a 28 de junho do mesmo ano. De facto, a Constituição da Segunda República espanhola, aprovada o 9 de dezembro de 1931, não estabeleceu um Estado federal, senão um «Estado integral compatível com a autonomia de municípios e regiões». Fez falta, em consequência, adaptar o Estatuto de Núria, que, uma vez reformado, foi promulgado a 15 de setembro de 1932 sem se submeter de novo ao plebiscito dos catalães.
Macià foi Presidente da governação provisória da Generalitat desde 28 de abril de 1931 (posterior à efémera governação da República Catalã de 14 de abril). Às primeiras eleições ao Parlamento da Catalunha, depois da aprovação do estatuto, foi eleito Presidente e formou o primeiro governo da Generalitat estatutária desde 14 de dezembro de 1932 até a sua morte, em 1933. Foi sucedido por Lluís Companys, também de Esquerra Republicana de Catalunya.
[[Predefinição:Presidentes da Catalunha